# Исламский банкинг в Иране
Банковское дело в Иране обусловлено религиозной спецификой ислама, регламентирующего все сферы жизни страны. Рассматривая банкинг в этой стране следует опираться на ключевое понятие в этом вопросе – рибу. Риба (перс. ربا‎) — является практически точным эквивалентом английского слова «usury» и описывается в Коране как недопустимая прибыль при совершении торговой или любой другой сделки. Говорится, что ростовщичество в качестве получения рибы было и является настоящей профессией. Человек, берущий деньги у ростовщика, в качестве гарантии возвращает ему взятые ранее деньги с процентами, которые могут быть в виде вещей или денег. 
При этом, говоря о рибе, иногда имеют в виду слишком большую прибыль, а иногда и любую прибыль. Все мусульмане едины во мнении, что риба в исламе запрещена, однако среди мусульман нет точного и четкого понимания и описания, что такое риба. Многие современные исламские ученые считают, что риба является эквивалентом недопустимой прибыли и что не вся прибыль недопустима. Также между исламскими учёными существуют разногласия о том, запрещена ли риба Кораном. 

На протяжении долгого времени идут споры о ростовщичестве при совершении банковских операций. Существуют сторонники и противники получения рибы во время осуществления банковских сделок. Большинство мусульман и немусульман считают, что ислам запрещает получение любой прибыли при денежном займе. Однако такая точка зрения не совпадает с точкой зрения большинства, потому что некоторые считают, что в особых случаях она не запрещена, другие же полагают, что она запрещена в любом случае.

## Дискуссии о запрете и разрешении на банковскую прибыль в Иране
Поскольку основа банковской деятельности - это получение прибыли, то уже долгое время идут споры о том, запрещена или нет банковская прибыль. В статье 595 закона «Об исламской шариатской системе наказаний в Иране» говорится, что риба является преступлением и за неё предусмотрено наказание. Виновные в получении или даче рибы, а также оказании посреднических услуг помимо конфискации рибы могут быть арестованы на срок от шести месяцев до трех лет, подвергнуты наказанию в виде ударами плетью (74 удара) и обязаны выплатить денежный штраф, сумма которого должна равняться рибе.

## Банковская деятельность без рибы
Существует выражение, в котором говорится следующее: Чем ближе банковская деятельность будет к нормам ислама, тем больше банк будет исламским. Таким образом, называя банк «исламским», это обязывает владельца банка помимо соблюдения исламских норм в осуществлении банковской деятельности и предоставлении услуг таких как: не получать прибыли сверх нормы, не предоставлять кредиты по высокой ставке, не использовать капитал для производства и продажи запрещенной шариатом продукции, и в конце концов преследовать нравственные ценности. Рухолла Хомейни говорил: «Ислам-это религия, которая, регулируя материальную деятельность человека, открывает ему путь для духовного и нравственного роста».
В исламском праве запрещено получать рибу от дебитора. В 1983 году меджлис Ирана принял закон «О банковской деятельности без получения рибы», в 1984 году данный закон вступил в силу. В соответствии с законом для устранения получения рибы при депозите лицо, решившее положить свои деньги на депозит в банк, не заключает кредитный договор, а заключает другой договор, например, договор на представительство. В этом случае деньги размещаются в банке по договору на представительство, а банк в свою очередь в качестве доверенного лица пускает денежные средства в оборот и использует их в таких операциях как получение процентной прибыли, аренда с дальнейшим выкупом и других. В результате этих операций банк получает прибыль, оставляет себе свой процент из этой суммы, а оставшиеся деньги возвращает своему клиенту.
Таким образом, в исламских банках человек, положивший свои деньги на депозит, считает банк своим доверенным лицом, которое может вкладывать деньги клиента, а затем отдавать ему прибыль от сделки. Прибыль выплачивается в определённый срок ежедневно, ежемесячно или ежегодно. Окончательная выплата прибыли происходит по истечении срока сделки и произведения точных расчетов. Банк имеет право совершать все действия, связанные с этой сделкой, и является доверенным лицом.
При осуществлении банковской деятельности без получения рибы банки используют различные виды договоров и лицо, решившее сделать заем в банке, уже считается партнёром банка и получает деньги от банка под проценты. В результате человек выплачивает банку взятую ранее сумму с небольшими процентами.
Можно привести ещё и другой пример. Банк вместо денег может купить своему клиенту сам товар и продать его в кредит клиенту. В этом случае банк не дает денег, с которых он может получить процент, а продает сам товар. Таким образом, существуют и  другие способы для осуществления банковской деятельности без получения рибы, которые приводятся в законе «О регулировании банковской деятельности без получения рибы». Следовательно, при предоставлении беспроцентного заема или ссуды рибы не существует. Конечно, это актуально в тех случаях, когда банк и клиент имеют реальное намерение заключить договор, в котором прописываются все детали и условия, а не тогда, когда на договоре ставятся формальные подписи.